# Локомотиви БДЖ серия 48.00
Първите три единици Локомотиви серия 48.00 на БДЖ са закупени за нуждите на мините в Перник от фирма Ханомаг. Оказват се неподходящи поради недостатъчната си мощност за тежките въглищни влакове и са предадени за работа в БДЖ през 1931 г. Оказват се подходящи за обикновената маневрена работа за композиране и разкомпозиране на товарни влакове. Те са единствените маневрени локомотиви, които попадат в стандартизационната програма на БДЖ за развитие на маневрения локомотивен парк. Получават номера 1401 - 1403, а след 1936 г. - серия 48.00. През 1948 г. е организирано производството на парни локомотиви в ЛВЗ – София. За две години са произведени 3 броя, които получават експлоатационни номера 48.04 – 48.06. Това са единствените изцяло произведени в България локомотиви. Конструктивни разлики между двете доставки няма, тъй като са строени по еднакви чертежи.
През целия си период на експлоатация, с много малки изключения са използвани за маневрена работа. Локомотивите се отличават с леко обслужване, лесен достъп за ремонт. Снабдени са с парна и ръчна спирачка, спирателни са сцепните колооси без първата. Калодките са едностранно разположени отпред.
След навлизането на новите дизелова и електрическа тяга, към 1968-69 г. локомотивите са загасени и оставени в резерв, а до 1973 г. 48.05 и 48.06 са предадени на промишлени предприятия, а останалите са бракувани. За музейната колекция на БДЖ е запазен 48.04 – първият изцяло произведен локомотив в България.

## Експлоатационни и фабрични данни за локомотивите серия 48.00[2]
| Експлоатационен номер | Експлоатационен номер | Фабрика            | фабр. №/ година | Бележки                                                |
| от 1931 г.            | от 1936 г.            | Фабрика            | фабр. №/ година | Бележки                                                |
| --------------------- | --------------------- | ------------------ | --------------- | ------------------------------------------------------ |
| 1401                  | 48.01                 | Hanomag - Hannover | 10681/1930      | Бракуван 1971 г.                                       |
| 1402                  | 48.02                 | Hanomag - Hannover | 10682/1930      | Бракуван 1969 г.                                       |
| 1403                  | 48.03                 | Hanomag - Hannover | 10683/1930      | Бракуван 1973 г.                                       |
| -                     | 48.04                 | ЛВЗ - София        | 0001/1948       | Бракуван 1973 г. Възстановен 1979 г. Музеен от 1979 г. |
| -                     | 48.05                 | ЛВЗ - София        | 0002/1948       | В промишлеността 1969 г.                               |
| -                     | 48.06                 | ЛВЗ - София        | 0003/1948       | В мини „Пирин“ 1969 г.                                 |